# Dove varaan
De dove varaan (Lanthanotus borneensis) is een hagedis die behoort tot de familie dove varanen (Lanthanotidae). Het is tevens de enige soort uit deze familie, die sterk verwant is aan de familie varanen (Varanidae).
De dove varaan is roodbruin van kleur en wordt ongeveer een halve meter lang. De hagedis heeft zowel vele kleinere schubben als enkele rijen onregelmatige knobbelachtige schubben op het lichaam en de staart. De dove varaan is in tegenstelling tot de meeste hagedissen 's nachts actief, heeft zich sterk aangepast op een leven in het water en mijdt warmte en zonlicht.
De hagedis komt voor op het eiland Borneo, zowel in het Maleisische als het Indonesische deel. De varaan is zeer zeldzaam maar wordt desondanks gevangen voor de handel in exotische dieren.

## Naam en indeling
De wetenschappelijke naam van de soort werd voor het eerst voorgesteld door de Oostenrijkse bioloog Franz Steindachner (1834-1919) in 1878. Oorspronkelijk werd in 1877 abusievelijk de naam Lanthonotus borneensis gebruikt. Vaak wordt hierdoor het jaar 1877 als jaar van beschrijving gebruikt maar dit is onjuist. Ook het geslacht Lanthanotus en de familie Lanthanotidae werden door Steindachner beschreven. De soortaanduiding borneensis betekent vrij vertaald 'levend op Borneo'.
De Nederlandstalige naam dove varaan slaat op het varaanachtige uiterlijk in combinatie met het ontbreken van gehooropeningen. Ook in andere talen wordt een dergelijke naam gebruikt, zoals het Duitse 'taubwaran', het Engelse 'earless monitor lizard' en het Noorse 'øreløs varan'

## Uiterlijke kenmerken
De dove varaan heeft een langwerpig lichaam, de poten staan relatief ver uit elkaar. Het dier heeft enkele unieke uiterlijke kenmerken die niet voorkomen bij andere hagedissen.

### Kleur en lengte
De lichaamskleur is meestal bruin tot bruingrijs aan de bovenzijde, soms is een donkere rugstreep aanwezig. De buikzijde is geel van kleur en heeft bruine tot oranje vlekjes. De tong heeft een roze kleur. De lichaamskleur verandert niet van kleur in de paartijd zoals bij veel andere hagedissen het geval is. De gemiddelde lichaamslengte is ongeveer 40 centimeter inclusief de staart. De staart is relatief kort en beslaat ongeveer de helft van de kopromplengte. Het lichaam telt negen halswervels en 27 lichaamswervels. De dove varaan heeft geen voorgevormde breukvlakken in de staartwervels. De hagedis kan hierdoor zijn staart niet afwerpen bij gevaar zoals van veel andere hagedissen bekend is en caudale autotomie wordt genoemd.

### Huid
De meeste schubben zijn vrij klein, maar enkele rijen schubben op de rug en kop zijn juist grof en vergroeid met verharde beenplaatjes die de osteodermen worden genoemd. Deze vergrote schubben zijn heterogeen, ze zijn niet allemaal even groot. De knobbels komen voor in zes tot tien rijen die doorlopen op de staart. De grove en onregelmatige schubben dienen naast een zekere bepantsering waarschijnlijk ook om modderdeeltjes vast te houden zodat de hagedis goed is gecamoufleerd. De beenplaatjes zijn nergens vergroeid met het skelet, ook niet op de kop. Dit laatste is wel het geval bij de verwante korsthagedissen. Bij het vervellen wordt de oude huid niet in één keer afgeworpen maar bladdert in delen af. Vlak na de vervelling is de lichaamskleur heel bleek, de huid kleurt gedurende enkele weken langzaam terug naar de oorspronkelijke kleur.

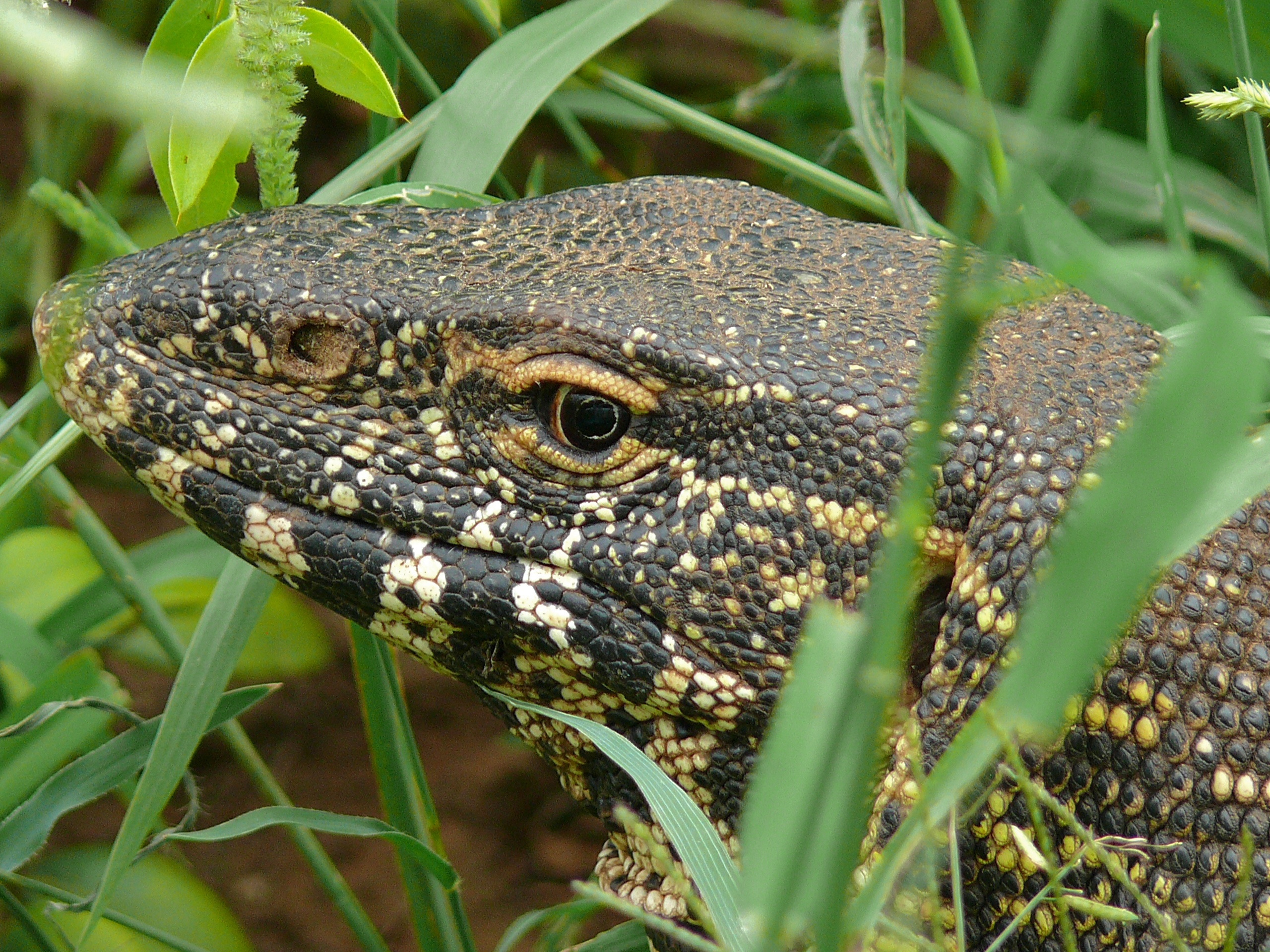
Bij de varanen, afgebeeld is de nijlvaraan, zijn de neusgaten naar achteren geplaatst en aan de zijkant van de kop gepositioneerd.

### Kop
De kop is relatief groot en stomp, de boven- en onderkaak zijn nauwelijks uit elkaar te houden, net als bij een wormsalamander. Mannetjes hebben een meer vierkant kopprofiel, de kop van vrouwtjes is wat puntiger. Externe gehooropeningen en trommelvliezen ontbreken; er zijn wel inwendige rudimentaire gehoororganen, maar de gehooropening is geheel dichtgegroeid. Het dier kan waarschijnlijk zeer slecht of niet horen. Waarschijnlijk kunnen wel goed trillingen worden waargenomen om prooien op te sporen. Ook speelt de tong waarschijnlijk een grote zintuiglijke rol. De tong van de dove varaan is net zoals die van varanen en slangen gevorkt. De neusgaten zijn relatief ver vooraan op de snuit gelegen en aan de bovenzijde van de kop gepositioneerd in plaats van aan de zijkanten. Ook dit is een aanpassing op het leven in het water.
De tanden zijn relatief lang en hebben een spitse punt, de tanden zijn duidelijk naar achteren gekromd wat duidt op het eten van zachte prooien. De ogen zijn erg klein en kraalachtig, hoewel de plek waar het oog is gepositioneerd wel is te herkennen. Om beter onder water te kunnen kijken, zijn de beweeglijke oogleden doorzichtig, zodat de varaan met gesloten ogen toch kan zien. Het onderste ooglid bevat hiertoe een transparant venster.

### Poten en staart
De poten zijn kort en stomp en dragen vijf vingers en tenen. De vingers en tenen zijn krachtig en voorzien van scherpe klauwen. De hagedis kan niet goed overweg op het land en kan niet snel rennen zoals veel andere hagedissen. De staart is zeer beweeglijk en kan waarschijnlijk gebruikt worden als grijpstaart om meer houvast te krijgen aan de omgeving.

## Levenswijze
De dove varaan is in vergelijking met andere hagedissen zeer sterk op het water aangepast. De dove varaan gedraagt zich overdag lethargisch en ligt ingegraven of verstopt zich onder water tot het nacht wordt en hij gaat jagen. Alleen bij een overstroming of andere noodzaak wordt het open land betreden. Omdat de hagedis 's nachts actief is, wordt het dier zelden door mensen gezien. De hagedis mijdt fel licht en neem nooit een zonnebad. Ook warmte wordt vermeden, het dier ligt overdag het liefst in het water of schuilt in een hol. Uit waarnemingen in gevangenschap blijkt dat het dier zich zeer traag voortbeweegt en dagenlang roerloos kan blijven liggen. Tijdens het zwemmen wordt het lichaam slangachtig heen en weer bewogen. De kop wordt gebruikt om de modder en ander materiaal weg te duwen. De poten spelen bij de voortbeweging in het water geen rol van belang.

### Voedsel
Het is niet bekend wat de dove varaan eet, maar in gevangenschap worden vooral wormen en vissen gegeten. Aan eieren van vogels en schildpadden wordt soms wel gelikt, wat duidt op enige interesse, maar ze worden niet gegeten. De meeste varanen daarentegen zijn juist dol op eieren. Gezien de naar achteren gekromde tanden eet de hagedis waarschijnlijk zachte prooien, zoals vissen en wormen. Een dergelijk menu is ook bekend van andere hagedissen met eenzelfde gebit, zoals de hazelworm. In Zoo Frankfurt werd eens een dier gehouden dat alleen schol at. Elke andere aangeboden vissoort werd geweigerd, vermoedelijk deed alleen de geur van schol aan voedsel denken.

### Verdediging
Als het dier wordt vastgepakt, wordt het lichaam afgeplat en probeert het los te komen door kronkelende bewegingen te maken. Ook kan de hagedis sissende geluiden maken, de ontlasting laten lopen en het dier zal proberen te bijten. Als ze gevoerd worden kunnen ze zich stevig vastbijten in het voedsel.
Als de varaan wordt opgepakt kan het dier zich fel verzetten, vooral de mannetjes kunnen agressief worden. De dove varaan kan gemeen bijten, door de lange en naar achteren gekromde tanden kan dit resulteren in diepe vleeswonden die hevig bloeden. De bloedingen houden lang aan in vergelijking met wonden veroorzaakt door vergelijkbare hagedissen wat mogelijk duidt op een anticoagulerend gif in het speeksel dat de bloedstolling tegengaat.

### Voortplanting
Parende dieren zijn waargenomen in de maand februari. De vrouwtjes zijn eierleggend, ze produceren twee tot vijf eieren per legsel. De eieren zijn ovaal van vorm en ongeveer 3 centimeter lang, ze hebben een leer-achtige schaal.

## Verspreiding en habitat

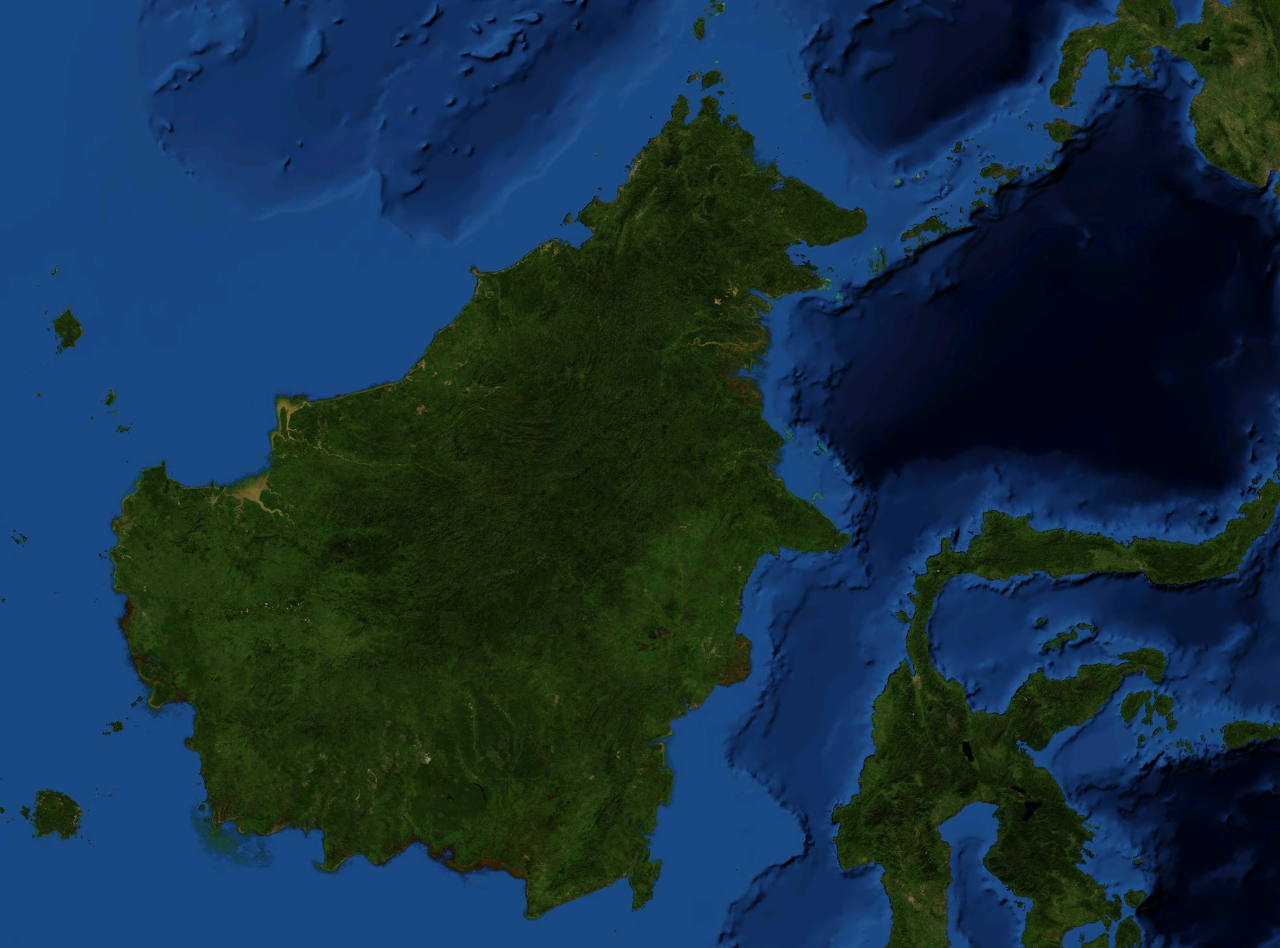
De dove varaan komt het voor op het eiland Borneo, het verspreidingsgebied is hier niet aangegeven.

De dove varaan komt voor in zuidoostelijk Azië en is uitsluitend te vinden op het eiland Borneo, dat voor een deel Maleisisch is en een deel Indonesisch. In Indonesië is de hagedis alleen bekend van westelijk Kalimantan. In Maleisië is de hagedis aangetroffen in de staat Sarawak. Het verspreidingsgebied is versnipperd en bestaat uit geïsoleerde populaties.
De habitat bestaat uit riviertjes met een rotsige oever. Snel stromend water wordt vermeden. De hagedis schuilt in de strooisellaag of onder stenen. De dove varaan graaft holen in de oever die tot dertig centimeter lang kunnen zijn.

## Evolutie
Het lichaam doet denken aan een kruising tussen een varaan en een korsthagedis, maar wetenschappelijk gezien ligt dat anders; de dove varaan heeft wel een gemeenschappelijke voorouder. De dove varaan werd enige tijd gezien als de fossiele overgangsvorm tussen hagedissen en slangen, maar dit wordt beschouwd als verouderd. Desondanks wordt nog steeds gedacht dat de tussenvormen van de hagedissen en de slangen -die uit hagedissen zijn ontstaan- er moeten hebben uitgezien als de dove varaan als gevolg van een langdurende, ondergrondse dan wel waterbewonende levenswijze.
De dove varaan wordt wel beschouwd als levend fossiel, net zoals de coelacant en de brughagedis. De hagedis vertoont veel kenmerken met een in Mongolië gevonden fossiel Cherminotus longifrons. Deze varaan leefde in het Late Krijt, ongeveer 70 miljoen jaar geleden.

## Ontdekkingsgeschiedenis
Het dier is zo zeldzaam dat er waarschijnlijk meer opgezette dan wilde exemplaren zijn. Dat was overigens vroeger ook al zo; in het jaar 1958 -tachtig jaar na de ontdekking van de hagedis- waren er slechts zes geconserveerde exemplaren bekend in musea. Een levend exemplaar was nog nooit onderzocht. In de jaren vijftig zijn onderzoeksteams van ervaren biologen op zoek geweest naar het dier en hebben geen enkel exemplaar waargenomen. Er werden zelfs geen mensen van de lokale bevolking gevonden die er gedurende hun leven een hadden gezien.
Pas in 1961 werd bij toeval een levend dier aangetroffen bij een opgraving en naar een echtpaar van biologen gebracht. Het dier bleef niet lang in leven, maar er was nu wel een exacte vindplaats bekend. Nadat een beloning was uitgeloofd voor iedereen die een levend exemplaar kon vangen, werden er binnen tien jaar zestig dove varanen verzameld. Hierdoor konden de dieren uitvoerig worden bestudeerd en ze kwamen in dierentuinen en musea over de gehele wereld terecht.

### Huidig onderzoek
Wetenschappers doen al vele jaren onderzoek naar de dieren in het wild, vooral biologen uit de Verenigde Staten en Europa. Een van de biologen die zich bezighouden met veldwerk is de Brits-Maleisische herpetoloog Indraneil Das. Zijn onderzoek werd deels gefinancierd door het liefdadigheidsfonds Mohamed bin Zayed Species Conservation Fund van de Saoedi-Arabische kroonprins Mohamed bin Zayed.

## Bedreiging en bescherming
De dove varaan wordt hoogst zelden waargenomen en het dier staat hoog op de lijst van uitstervende diersoorten. De internationale natuurbeschermingsorganisatie IUCN heeft de soort echter nog geen beschermingsstatus toegekend. De soort is opgenomen in appendix II van het CITES-verdrag . Dit betekent dat er geen exemplaren mogen worden uitgevoerd zonder een vergunning.

### Handel in exotische dieren
De dove varaan wordt gezocht door verzamelaars van reptielen en is veel geld waard in de handel in exotische dieren vanwege zijn zeldzaamheid. Vooral door liefhebbers van varanen wordt deze soort beschouwd als de heilige graal. De waarde van een enkel exemplaar varieert van 1370 tot 7500 US $ op de illegale markt. Op het vangen van het dier staan echter hoge boetes en in Indonesië kan men een celstraf krijgen tot vijf jaar.
In 2012 maakten onderzoekers de fout om de exacte locatie van vijf populaties te publiceren. De natuurbeschermingsorganisatie TRAFFIC International vermoedt dat alleen al in de lente van 2012 zo'n veertig exemplaren illegaal het land uit zijn gesmokkeld. Dat zou betekenen dat in deze korte periode drie keer zoveel exemplaren zijn verdwenen dan er in tachtig jaar door wetenschappers zijn waargenomen. TRAFFIC heeft daarnaast bewijs dat de dieren illegaal werden aangeboden in landen over de gehele wereld, zoals Duitsland, Frankrijk, Japan, Oekraïne, Tsjechië en de Verenigde Staten. Tussen 2015 en 2017 werden via sociale media en speciale reptielen-verkoopsites 108 exemplaren te koop aangeboden.